# Kurt Wehrle (Verwaltungsjurist)
Kurt Karl Wehrle (* 16. Januar 1905 in Staufen im Breisgau; † 17. Oktober 1976 in Freiburg im Breisgau) war ein deutscher Verwaltungsjurist, NS-Polizeipräsident, SS-Standartenführer und Landrat des Landkreises Emmendingen von 1953 bis 1970.

## Laufbahn
Der Sohn eines Obergerichtsvollziehers studierte von 1924 bis 1928 Rechts- und Staatswissenschaften an den Universitäten Heidelberg und Freiburg. 1929 diente Wehrle zunächst als Referendar und war ab 1932 Assessor im Justizdienst der Republik Baden. Am 15. Mai 1933 wurde Wehrle zum Regierungsassessor und persönlichen Sekretär des badischen NS-Innenministers Karl Pflaumer bestellt. Zu seinen Aufgaben gehörte dabei unter anderem die Bearbeitung der Personalangelegenheiten des höheren Dienstes.
Im Juli 1934 wurde Wehrle zum Polizeidirektor in Pforzheim ernannt, wo er bis zu seiner Versetzung nach Straßburg im März 1941 wirkte. Nach einem weiteren Aufenthalt in Colmar war Wehrle bis 1945 Polizeipräsident in Rheydt.
Nach dem Ende des Zweiten Weltkriegs war er zunächst in britischem Gewahrsam und flüchtete im Mai 1945 nach Sigmaringen. Im März 1946 wurde er von den französischen Besatzungsbehörden für zweieinhalb Jahre interniert. Danach arbeitete er zeitweise als Waldarbeiter, Handelsvertreter und Rechtsanwaltsassistent. Nach dem Urteil der Spruchkammer VII Riedlingen wurde er im Januar 1949 als Minderbelasteter eingestuft.
1950 wurde Wehrle zum Geschäftsführer der Arbeitsgemeinschaft der Badischen Landkreise berufen. Bereits im Dezember 1950 bekam er eine Anstellung am Landratsamt Emmendingen. Ab Mitte 1951 führte er die Amtsbezeichnung Oberregierungsrat zur Wiederverwendung, zu dem er aufgrund des Artikels 131 GG ernannt wurde. Bereits im Dezember 1951 wurde er Regierungsrat. Im Mai 1953 bekam Wehrle als Nachfolger von Alfons Oswald das Amt des Landrats im Landkreis Emmendingen übertragen. 1954 wurde er von Innenminister Fritz Ulrich zum staatlichen Landrat ernannt und 1956 vom Kreistag des Landkreises Emmendingen zum kommunalen Landrat gewählt. Im Herbst 1970 trat Wehrle in den Ruhestand.

## Politische Vergangenheit
Wehrle wurde während seines Studiums 1924 Mitglied der Freiburger Burschenschaft Alemannia, der er zeitlebens angehörte. Als solcher war er in den zwanziger Jahren beim Deutschnationalen Jugendbund und beim Schlageter-Bund aktiv und trat am 20. Januar 1933 in die SS (SS-Nummer 58.613) und kurz danach in die NSDAP ein.
Er war schon früh Mitglied im Bund Nationalsozialistischer Deutscher Juristen (BNSDJ) und ab 1933 im Auftrag des BNSDJ-Gauführers Arthur Schüssler bei der Zerschlagung des Deutschen Beamtenbunds (DBB) in Baden maßgeblich beteiligt und dafür zuständig, Verwaltungsbeamte, die im DBB organisiert waren, in die BNSDJ zu überführen.

## Auszeichnungen
Wehrle war ab 1942 SS-Standartenführer. und erhielt folgende Auszeichnungen:
- Ehrendegen des Reichsführers SS
- Totenkopfring der SS
- Kriegsverdienstkreuz II. Klasse mit Schwertern
- Kriegsverdienstkreuz I. Klasse mit Schwertern